# 高松琴平電気鉄道1100形電車
高松琴平電気鉄道1100形電車（たかまつことひらでんきてつどう1100がたでんしゃ）は、高松琴平電気鉄道（琴電、ことでん）が保有する通勤形電車である。
もと京王帝都電鉄（京王）5000系で1969年に日本車輌製造または東急車輛製造で製造された。制御電動客車の1101 - 1108による2両編成4本の8両が琴平線に在籍する。

## 概要
車体は長さ18mの鋼製車体。窓配置はC3'-d1D3D3D2で、客用扉は片開き、側窓は2段上昇式である。前面の運転台窓はパノラミックウィンドウを採用している。連結面は広幅貫通路で、貫通扉はない。
屋根は張上屋根で、奇数車の連結面寄りにパンタグラフを備える。冷房機はRPU-1508Rを1両あたり6台備える。
電機関連は制御器が日立製作所製、主電動機が東洋電機製造製で、出力は75kWのものを1両あたり4個装備している。 抵抗制御式で、制御器1台で出力75kWの主電動機8個の直並列制御する。なお、制御機は奇数号車に搭載されている。 台車は1080形と共通の東急車輛TS-310形である。

## 来歴

### 琴電入線前
京王5000系は、1963年に京王線の架線電圧1500V昇圧に合わせて登場した車両である。琴電に譲渡された車両は、1969年に最終増備の第9次、10次車で、幅広車体の量産冷房車として登場したものである。
京王5000系は、1986年に初期の非冷房車から廃車がはじまった。琴電譲渡車はこれより後の1995 - 1996年に廃車になったもので、最も遅くまで京王に残ったグループであり、京王線でのさよなら運転に使用された車両も含まれている。

### 琴電入線後
長尾・志度線の旧型車代替計画が1990年代の初頭に進められた。この時、導入車両の提案をしたのが京王系列の京王重機整備である。
しかし、この時の提案は種車の廃車計画が予定通りに進まなかったために実現しなかった。その代わりに京王5000系電車が、琴平線の冷房化率向上を名目に導入されることになった。
導入に際しては、以下の改造が、同社北野事業所で実施された。
- 中間電動客車のデハ5000形から改造された1101 - 1104は、他の車両から運転台部分を切りだし接合する改造を受けた。また、車両の順序を入れ替え、パンタグラフが連結面側に来るように変更された。その上で、偶数車 (1102, 1104) のパンタグラフは撤去された。
- 制御客車のクハ5700形から改造された1105 - 1108は、中間電動車の部品を使い、電動車に改造された。パンタグラフは奇数車 (1105, 1107) に新設した。
- 台車・主電動機は、京浜急行電鉄（京急）1000形の廃車発生品に交換。
- 弱め界磁制御をカット。
- 主幹制御器（マスコン）をHL制御用に交換。制動機をHSC-D（発電制動併用電磁直通制動）から電磁SME-D（非常管併設発電制動併用非セルフラップ式電磁弁付三管式直通空気制動）に変更。在来車との併結および総括制御を可能にするためである。ただし、1100形自体は京王5000系時代と同じ自動加速制御のままである（日立MMC-HTB-20C：直列12段、並列6段）。
- 85km/hまでの速度リミッターの取り付け。
- 連結器を電気連結器付き密着連結器から密着自動連結器に交換。
- 電動空気圧縮機をHB-2000形から琴電標準のC-1000形に交換。
- ATS、列車無線等、保安装置を琴電用に交換。（例:京王形ATS→琴電形ATS）
- 車内の化粧板、床材、座席モケットの交換。
- ドア付近に短いつり革の増設。

1997年7月にまず1101編成・1103編成の2編成を導入し7月12日より営業運転を開始した。代替で1013-1014、1017-950の4両が廃車になった。同年10月に残りの1105編成・1107編成の2編成も入線したが、こちらは輸送力増強のための車両増備として導入されたため、代替廃車はない。
塗装は、当時の標準塗装（上半分アイボリー、下半分ピンク）ではなく、コトデン瓦町ビルに開店したばかりだった「コトデンそごう」（2001年4月閉店）の包装紙の色をイメージした、白地に窓周りに青緑と黒を配したものとなった。俗に「そごうカラー」と呼ばれる。
その後、ラインカラー制導入に伴い、2004 - 2005年に外板を上半分アイボリー、下半分黄色の琴平線標準塗装に変更した。
2015年2月頃、1107+1108編成の前面と側面の行き先表示器が幕式からLED式に変更され、2018年5月には標識灯が撤去された。今後、他車両にも同じような変更が行われるのかは不明。
なお、19年12月時点で琴電の電車でLED式行き先表示器設置と標識灯が撤去されている車両はこの編成のみとなる。
貫通扉の渡り板は、京王時代は普段上げられていたが琴電では下げられることが多い。

### 車歴と現在の編成
| 琴電での車番と編成         | 琴電での車番と編成 | 京王での車番       | 京王での編成 | 製造年 | 製造 メーカー | 琴電への入線 | 行先表示器 | 装飾                          |
| -------------------------- | ------------------ | ------------------ | ------------ | ------ | ------------- | ------------ | ---------- | ----------------------------- |
| ← 琴電琴平瓦町・高松築港 → |                    | 京王での車番       | 京王での編成 | 製造年 | 製造 メーカー | 琴電への入線 | 行先表示器 | 装飾                          |
| 1101                       | 1102               | デハ5023・デハ5073 | 5723F        | 1969年 | 東急車輛      | 1997年       | 幕式       |                               |
| 1103                       | 1104               | デハ5022・デハ5072 | 5722F        | 1969年 | 東急車輛      | 1997年       | 幕式       |                               |
| 1105                       | 1106               | クハ5772・クハ5722 | 5722F        | 1969年 | 東急車輛      | 1997年       | 幕式       | ヤドン列車（2025年3月21日～） |
| 1107                       | 1108               | クハ5771・クハ5721 | 5721F        | 1969年 | 日本車輌      | 1997年       | LED式      | FORDAYS（2022年9月20日～）    |

2025年3月21日より1105-1106号車がうどん県×ヤドン号となり、運行が開始された。また同時に瓦町駅・仏生山駅・綾川駅の駅名板のデザインがヤドン仕様に変更となっている。運用はことでんホームページで一部公開。

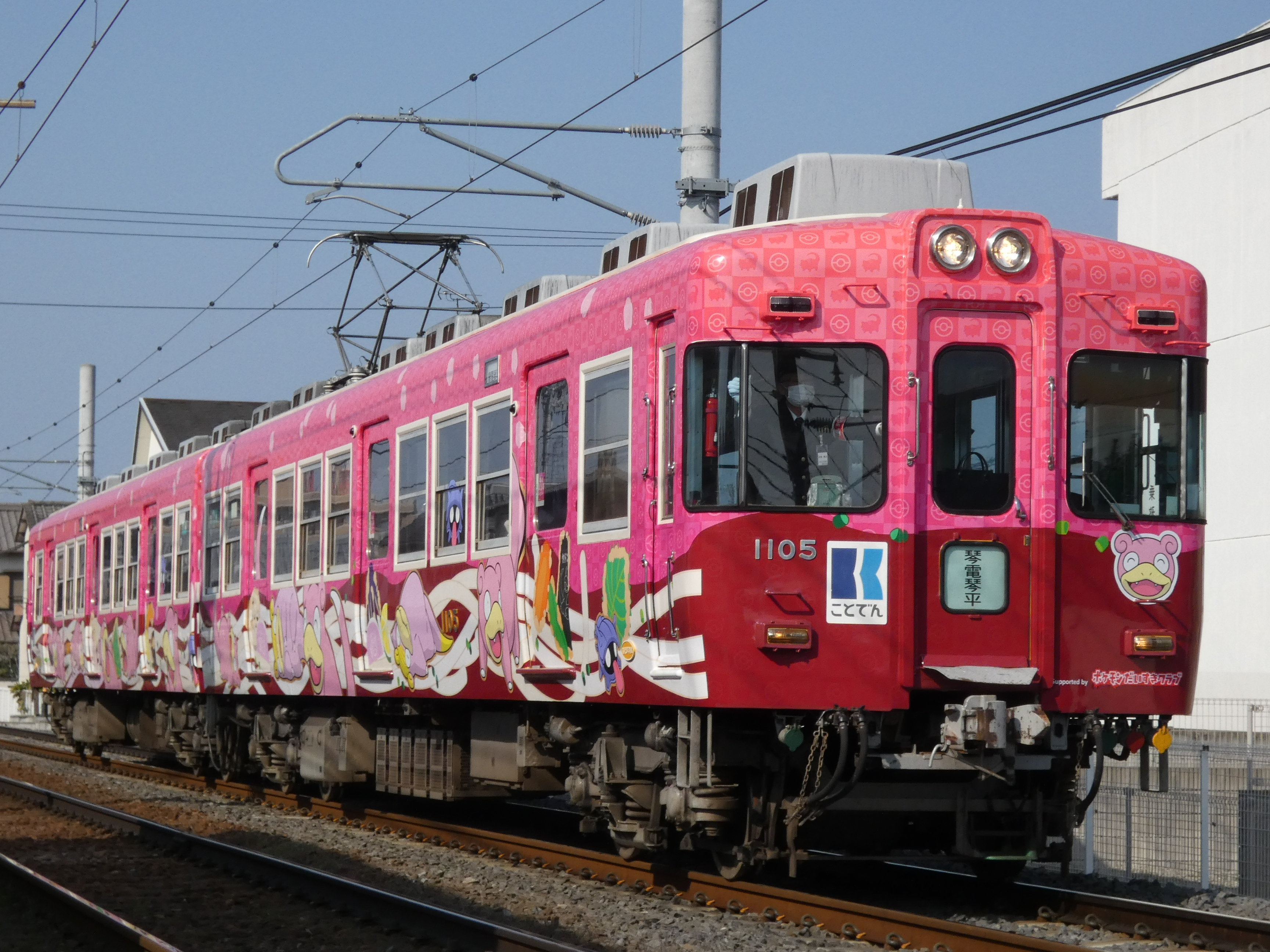
うどん県×ヤドン号

## 参考資料
- 岸由一郎「京王重機整備とその仕事」、 鉄道ピクトリアル678号、電気車研究会、 1999年12月
- 鶴通考、沖勝則「地方で対面 車両譲渡の舞台裏」、鉄道ジャーナル409号、鉄道ジャーナル社、2000年11月
- 永井信弘「京王5000系」、鉄道ファン408号、交友社、1995年4月